# Orbigny-au-Mont
Orbigny-au-Mont település Franciaországban, Haute-Marne megyében. Lakosainak száma 135 fő (2022. január 1.). Orbigny-au-Mont Celsoy, Lecey, Neuilly-l’Évêque, Orbigny-au-Val és Plesnoy községekkel határos.

## Népesség
A település népességének változása:
| Lakosok száma | 154  | 159  | 168  | 159  | 143  | 137  | 133  | 136  | 137  | 135  |
|               | 1968 | 1982 | 1990 | 2006 | 2013 | 2015 | 2017 | 2019 | 2020 | 2022 |